# Hugo von Hohenlandenberg

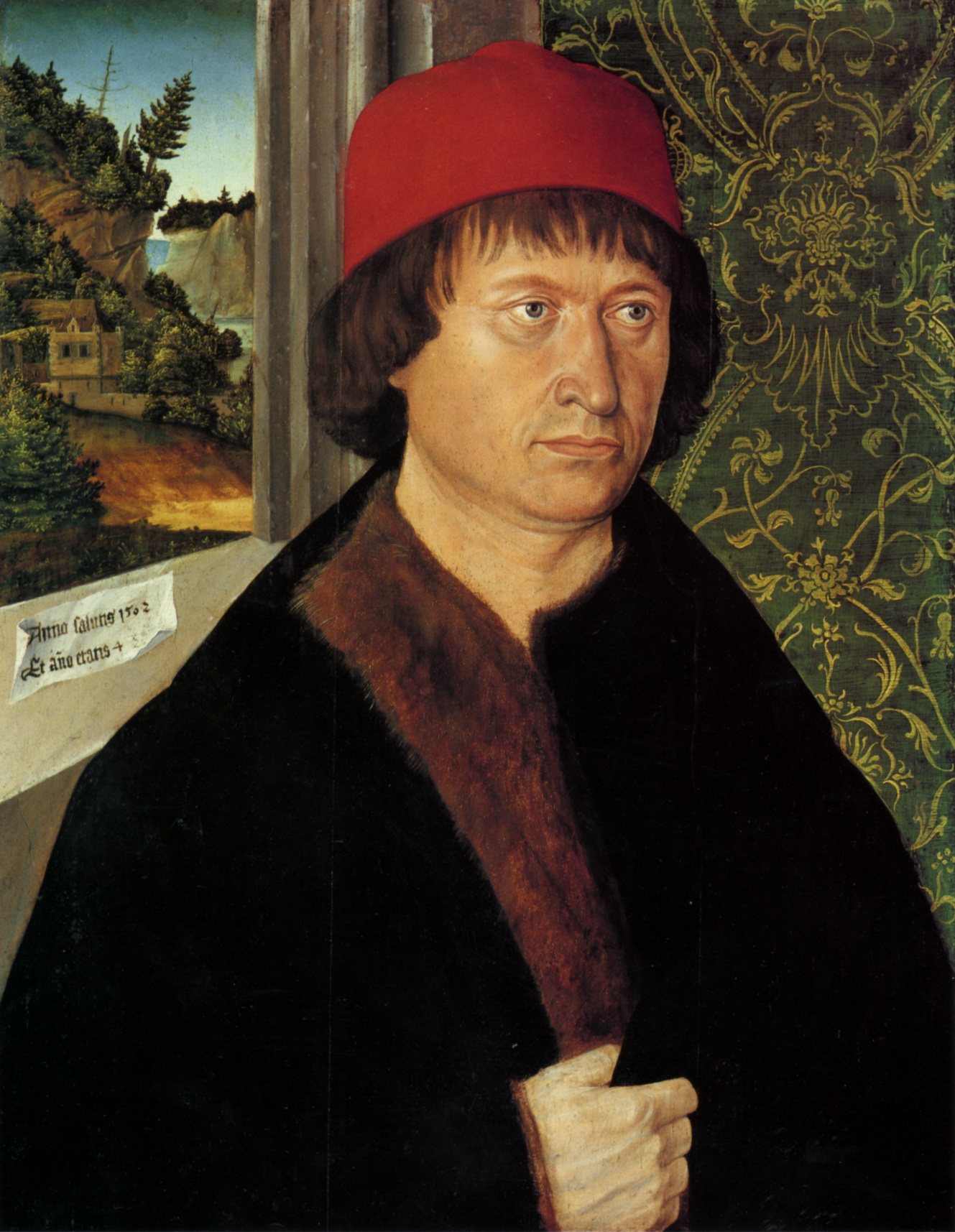
Zeitgenössisches Porträt des Bischofs (1502)

Hugo von Hohenlandenberg (* 1457 auf Schloss Hegi bei Winterthur (?); † 7. Januar 1532 in Meersburg) war Fürstbischof von Konstanz.

## Leben
Hugo von Hohenlandenberg stammte aus dem Geschlecht derer von Landenberg. Sein Vater war Jakob von Hohenlandenberg und seine Mutter Barbara von Hegi, Tochter von Hugo von Hegi, dem letzten Vertreter des Geschlechts von Hegi. Nach zwei Jahren als Propst in Erfurt war er ab 1486 Domherr in Basel und später in Chur. 1492 wurde er zum Domdekan ernannt. Am 17. Oktober 1496 wurde er vom Konstanzer Domkapitel zum Bischof des Bistums Konstanz gewählt und am 18. Dezember 1496 geweiht.
Hugo von Hohenlandenberg starb in der bischöflichen Residenz Meersburg und wurde im Chorraum der katholischen Pfarrkirche von Meersburg beigesetzt. Die Folge-Pfarrkirche wurde 1827 bis 1829 erbaut und die sterblichen Überreste von Hugo von Hohenlandenberg sowie Christoph Metzler und Franz Konrad von Rodt wie Maximilian Christoph von Rodt und Johann Georg von Hallwyl in das Gruftgewölbe in der Nähe des Eingangs umgebettet.

### Konflikte in Konstanz
Wegen zunehmender Konflikte mit der Stadt Konstanz hielt sich der Bischof seit 1506 vorrangig in Meersburg auf. Zu dieser Zeit war Konstanz rechtlich gesehen zweigeteilt: Innerhalb der Freien Reichsstadt, die von einem Rat der Bürger regiert wurde, gab es einen Dombezirk, der allein der Rechtsprechung des Bischofs unterstand, und eine zugehörige Gruppe von Klerikern, die der Rechtsprechung der Stadt offiziell ebenfalls entzogen war. Der Rat sah mit Missbehagen, dass der Bischof versuchte, in der Stadt wieder mehr weltlichen Einfluss zu gewinnen als seine Vorgänger. Vor allem bemühte sich der Bischof, die Zuständigkeit seiner Gerichtsbarkeit zu erweitern. So sollten zum Beispiel Rechtsstreite zwischen Klerikern und Laien nicht vor dem Gericht der Stadt, sondern vor dem bischöflichen Gericht ausgetragen werden. Hierüber war es bereits im Jahre 1497 zu Meinungsverschiedenheiten mit der freien Reichsstadt Baden gekommen, wo der Pfarrer Hartmann Feierabend den Bischof um Hilfe gebeten hatte. Zwar wurde 1511 zwischen Stadt und Domkapitel ein Friedensvertrag über verschiedene Streitpunkte geschlossen, doch war gerade in Fragen des Gerichtsstands und in der Verwaltung des Domschatzes, die die Stadt gerne mitbestimmt hätte, keine Einigung zu erzielen.

### Streit um die Reichenau
Der Bischof bemühte sich auch um die Eingliederung des Klosters Reichenau und ihrer Besitzungen in das Hochstift Konstanz, was den Konstanzern ebenfalls missfiel, da sie den Machtzuwachs fürchteten. 1510 sprach Maximilian I. dem Konstanzer Bischof die Reichenau für 10 Jahre zu. Der Kaiser hatte jedoch im gleichen Jahr der Stadt Mitspracherecht in dieser Frage zugesagt, so dass es nicht zur Übertragung kam. Der Bischof bemühte sich jedoch weiterhin um die Reichenau, die ihm schließlich im Februar 1514 Papst Leo X. genehmigte. Die Stadt widersetzte sich jedoch der Vollstreckung, indem sie den Domherren verbot, die Stadt zu verlassen. 1516 bewegte Maximilian den Bischof schließlich zum endgültigen Verzicht.

### Ausbreitung der Reformation
Auch in Fragen der Sittlichkeit bot der Bischof dem Rat Anlass zu Klagen. Gegen die häufigen Vergehen seiner Priester gegen den Zölibat unternahm der Bischof nur halbherzige Maßnahmen, verdiente er doch schließlich an den Einnahmen für Ablässe. Er selbst hatte seit Anfang der 20er Jahre ein Verhältnis mit Barbara von Hof, der Ehefrau des Konstanzer Bürgermeisters Jörg von Hof.
Im Pestjahr 1519 breiteten sich in Konstanz zunehmend die Lehren der Reformation aus, die der Stadt sehr entgegenkamen. Örtliche Prediger übernahmen die Lehren Luthers und Zwinglis. Ein örtlicher Kreis von Humanisten tat sich zusammen, der 1522 sogar Besuch von dem berühmten Erasmus von Rotterdam erhielt. Der Rat der Stadt förderte die Ausbreitung schriftgemäßer Predigt sogar durch ein offizielles Gebot. Ein von Ambrosius Blarer und anderen für die Stadt verfasstes Gutachten empfahl die Einführung der Reformation.

### Auszug des Bischofs
Als 1525 der Bauernkrieg die Stadt bedrohte, ersuchte der Bischof beim Rat um Schutz für sich und das Domkapitel. Der Rat zwang die Schutzsuchenden, als Gegenleistung einen Gehorsamseid zu schwören und künftig Steuerzahlungen an die Stadt zu leisten. Im November 1526 forderte der Rat die Teilnahme der Geistlichkeit an den Arbeiten zur Befestigung der Stadt. Er erreichte die endgültige Einbürgerung und Unterwerfung der Geistlichkeit im Juni 1527.
Mehrfach hatte der Bischof bereits gedroht, seine Residenz endgültig aus der Stadt zu verlegen. Im November 1526 siedelte er schließlich endgültig nach Meersburg über. Ein Teil des Domkapitels folgte ihm und entzog sich so seinen Verpflichtungen. Die übrigen Geistlichen forderte der Bischof auf, ihm nachzufolgen. Eine Verhandlung am 11. März 1527 in Überlingen scheiterte; damit war der Bischofssitz vorerst endgültig aus Konstanz abgezogen. Der Bischof untersagte die Auszahlung von Pfründen an die wenigen Geistlichen, die in Konstanz geblieben waren, und überließ sie der weltlichen Gerichtsbarkeit. Nach dem Auszug des Bischofs wurde die Einrichtung des Konstanzer Münsters fast vollständig im Bildersturm zerstört; den wertvollen Domschatz beschlagnahmte die Stadt und ließ ihn zu Geld machen.
Hugo von Hohenlandenberg legte am 5. Januar 1529 offiziell sein Amt nieder. Von 1531 bis zu seinem Tode im Januar 1532 amtierte er noch einmal kommissarisch für kurze Zeit, da sein Nachfolger Balthasar Merklin gestorben war.

## Mäzenatentum

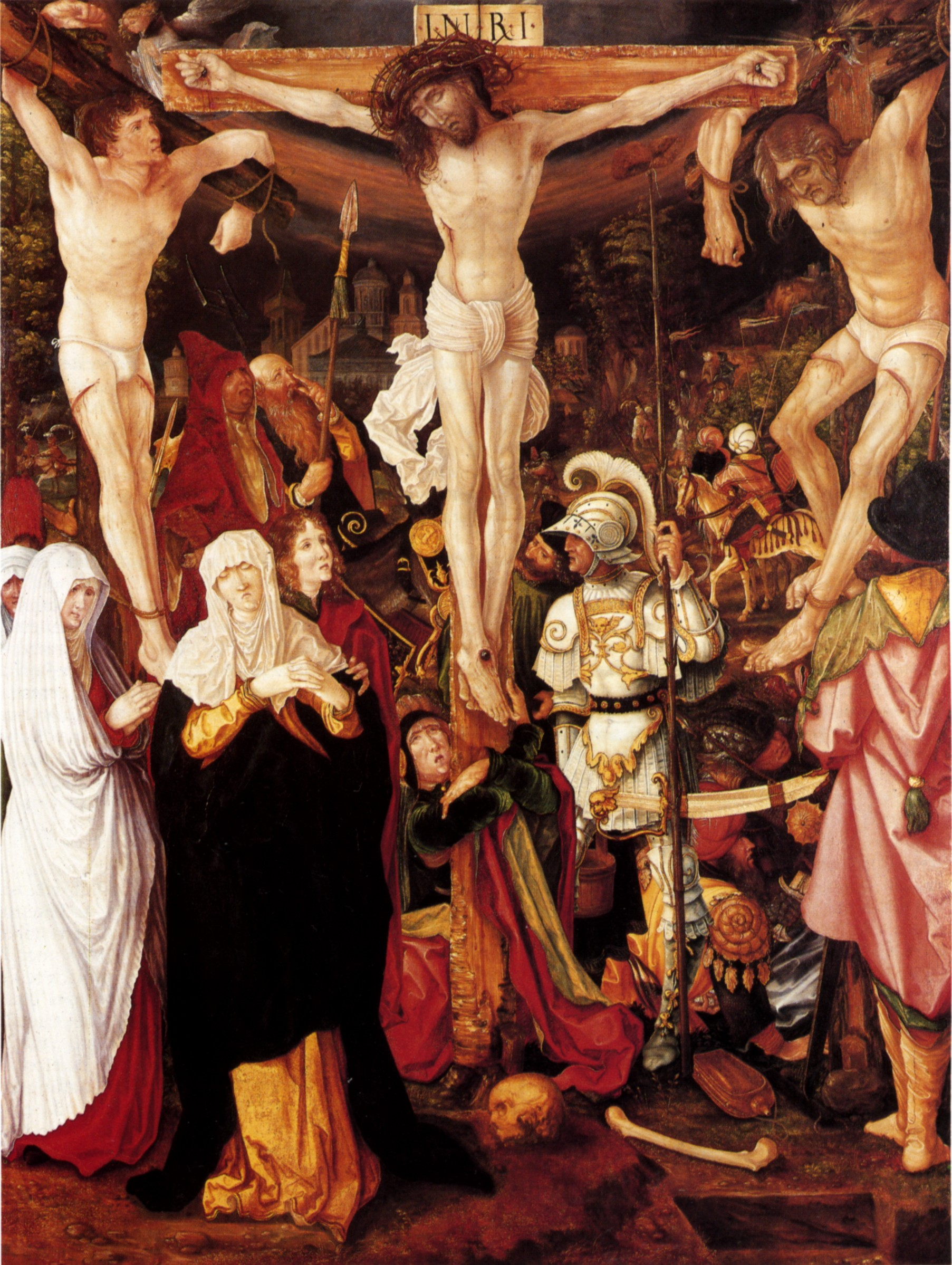
Mitteltafel des sogenannten Bockstorfer-Altars

Folgende bedeutenden Kunstwerke verdanken sich Hugo von Hohenlandenberg:
- Sogenannter Hohenlandenberg-Altar, um 1500. Der Flügelaltar, heute in der Staatlichen Kunsthalle Karlsruhe, zeigt auf dem linken Flügel St. Konrad und die kniende Figur des Bischofs als Stifter – allerdings ohne Porträtähnlichkeit –, auf dem rechten Flügel St. Pelagius, in der Mitte eine Kreuzigungsszene vor einer typisierten Stadtkulisse. Der Urheber der spätmittelalterlichen Öl-auf-Holz-Malerei ist in Michel Haider zu sehen.

- Sogenannter Bockstorfer-Altar, 1524, Blasiuskapelle des Konstanzer Münsters. Als Maler wurde lange Zeit Christoph Bockstorffer vermutet. Dagegen wird heute eher Matthäus Gutrecht der Jüngere unter Mitarbeit von Philipp Memberger in Betracht gezogen. Der Altar überlebte als einziger den Bildersturm, weil er in der Bischofspfalz stand und nicht im Münster. Das Triptychon zeigt auf den Flügeln die Bistumsheiligen Konrad und Pelagius, auf der mittleren Tafel eine figurenreiche Kreuzigungsszene.

- Auch auf einer Predella mit einer Grablegung Christi um 1515 ist er als Stifter wiedergegeben. Diese Predella befand sich in den Fürstenbergsammlungen zu Donaueschingen und wurde mit einem Großteil der altdeutschen Bilder 2003 an Reinhold Würth verkauft.

- Illustriertes lateinisches Missale des Bischofs mit Buchmalereien, ursprünglich vierbändig. Bd. 2–4 liegen heute im Erzbischöflichen Archiv von Freiburg im Breisgau (Cod. Da 42, 2-4), der erste Band wurde 1832 in Einzelblättern verkauft (siehe auch Dombibliothek Konstanz). Die Illustrationen stammen von zwei Buchmalern: Hans Springinklee d. Ä. (Nürnberg) – Band 1 und 3 – und Ulrich Taler (Augsburg) – Band 2 und 4.

Unter Bischof von Hohenlandenberg wurde am Konstanzer Münster 1497 mit dem Bau des Mittelturms begonnen. Nach einem Brand 1511 blieb der Bau jedoch unvollendet. Weiterhin gab er 1515 den Auftrag für eine neue Orgel und eine kunstvoll geschnitzte Orgelempore.
Der Bischof ließ ab 1508 die Burg Meersburg erweitern und zur bischöflichen Residenz ausbauen. Er setzte um diese Zeit auch die Burg der Konstanzer Bischöfe in Markdorf instand und baute sie zu einem imposanten Wohnturm aus. Auch das Schloss Arbon (Arbon) ließ er wesentlich erweitern.